# Вустермарк
Вустермарк (нім. Wustermark) — громада в Німеччині, розташована в землі Бранденбург. Входить до складу району Гафельланд.
Площа — 52,63 км2. Населення становить 9928 ос. (станом на 31 грудня 2020).

## Демографія
- Динаміка населення з 1875 року в сучасних кордонах (Синя лінія: населення; Пунктир: відносна порівняльна динаміка населення землі Бранденбург; Сірий фон: період Третього рейху; Помаранчевий фон: період НДР)
- Динаміка населення (синя лінія) і прогнози

| Рік  | Населення |
| ---- | --------- |
| 1875 | 2 708     |
| 1890 | 3 065     |
| 1910 | 2 787     |
| 1925 | 3 911     |
| 1939 | 4 884     |
| 1950 | 7 459     |
| 1964 | 5 513     |

| Рік  | Населення |
| ---- | --------- |
| 1971 | 5 294     |
| 1981 | 4 545     |
| 1985 | 4 453     |
| 1990 | 4 350     |
| 1995 | 4 330     |
| 2000 | 6 643     |
| 2005 | 7 599     |

| Рік  | Населення |
| ---- | --------- |
| 2010 | 7 878     |
| 2015 | 8 683     |
| 2016 | 8 937     |
| 2017 | 9 144     |
| 2018 | 9 302     |
| 2019 | 9 617     |
| 2020 | 9 928     |

Джерела даних вказані на Wikimedia Commons.

## Галерея

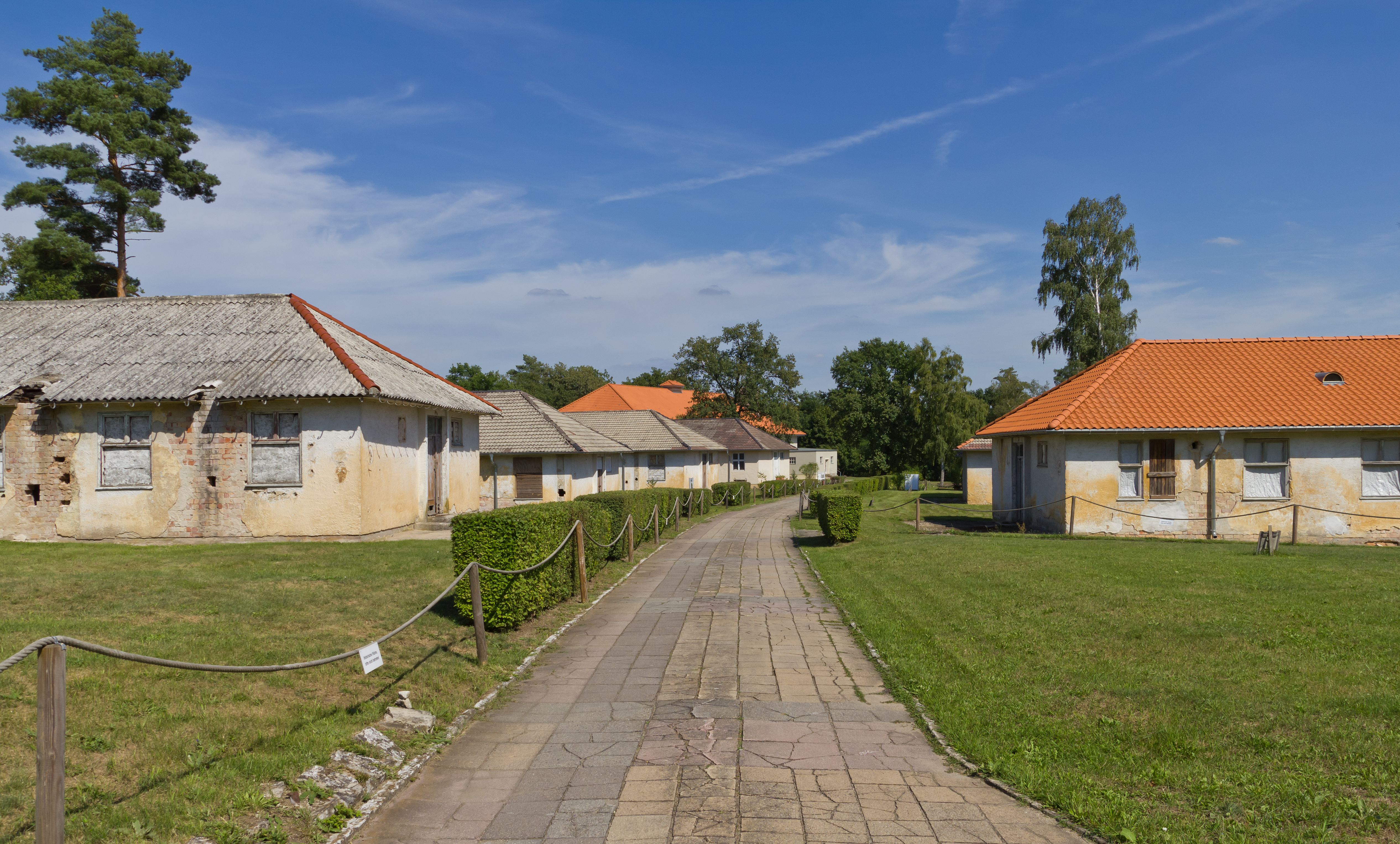
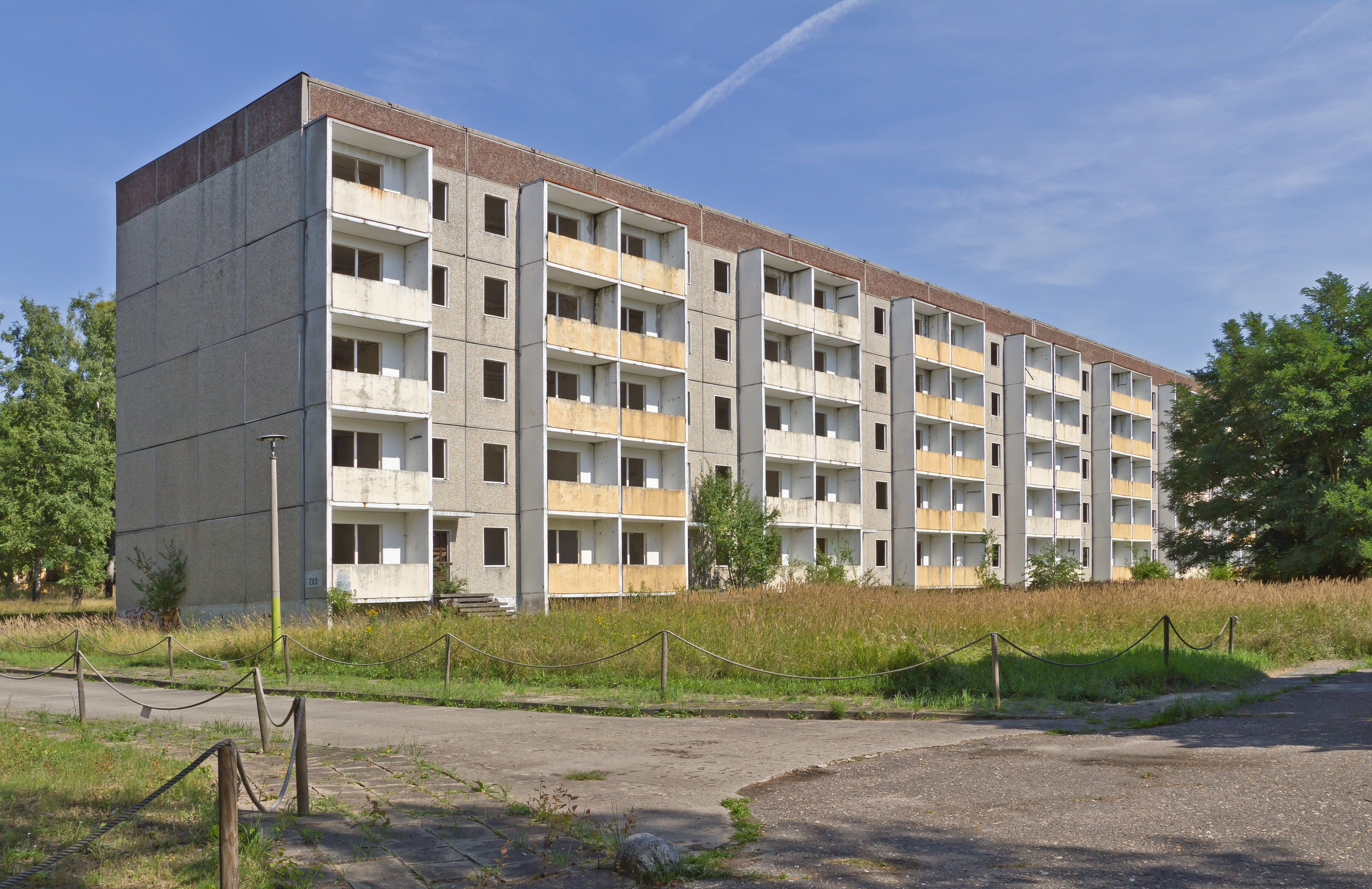